# Ground Control
Ground Control – komputerowa strategiczna gra czasu rzeczywistego wyprodukowana przez szwedzkie studio Massive Entertainment oraz wydana przez Sierra Entertainment 31 maja 2000 roku na platformę PC.
Wersja na PlayStation 2 została anulowana.

## Fabuła
Akcja gry ma miejsce w odległym Nowym Świecie.

## Rozgrywka
Ground Control jest strategiczną grą czasu rzeczywistego. Rozgrywka jest skupiona na taktyce, strategii i sztuce walki. W grze zawartych zostało 30 misji. Gracz dowodzi jednostkami w różnych formacjach, w różnym terenie, realizując odmienne cele by odnieść zwycięstwo. Gracz może wybrać przed bitwą swoje jednostki, są to: czołgi, poduszkowce, samoloty i żołnierze. Gracz może wybrać dla jednostek inną bronią, różniącą się możliwościami i opancerzeniem, może też kierować się w wyborze podpowiedziami sztucznej inteligencji.
W grze zawarte zostało kilka trybów gry wieloosobowej dostępnych przez Internet lub sieć LAN.

## Dodatek
14 grudnia 2000 roku został wydany dodatek zatytułowany Ground Control: Dark Conspiracy. Został wyprodukowany przez High Voltage Software.